# Ablon
Ablon település Franciaországban, Calvados megyében. Lakosainak száma 1177 fő (2022. január 1.). Ablon Genneville, Gonneville-sur-Honfleur, La Rivière-Saint-Sauveur, Fiquefleur-Équainville, Manneville-la-Raoult és Quetteville községekkel határos.

## Népesség
A település népességének változása:
| Lakosok száma | 866  | 880  | 940  | 1145 | 1211 | 1216 | 1204 | 1212 | 1194 | 1177 |
|               | 1968 | 1982 | 1990 | 2006 | 2013 | 2015 | 2017 | 2019 | 2020 | 2022 |